# Elimaea fallax
Elimaea fallax är en insektsart som beskrevs av Bei-bienko 1951. Elimaea fallax ingår i släktet Elimaea och familjen vårtbitare. Inga underarter finns listade i Catalogue of Life.